# 小陶水库
小陶水库是中国广西壮族自治区防城港市防城区茅岭乡境内的一座水库，位于茅岭江支流小陶江上，建于1961年。水库正常库容为786万立方米，集雨面积为6平方千米，海拔为15米。